# Čapakura (jezična porodica)
Chapacuran (Chapacura-Wanham), porodica južnoameričkih indijanskih jezika raširena u zapadnom Brazilu i susjednoj Boliviji. Jezično se smatraju dijelom Velike porodice Macro-Arawakan (macro-arahuacanas). Obuhvaća 5 jezika: itene [ite], nepoznat broj govornika, Bolivija; kabixí [xbx], 100 (1986 SIL), Brazil; oro win [orw], 5 (1996 SIL). Brazil; pakaásnovos [pav], 1.930 (1998 ISA). Brazil; torá [trz], nema poznatih govornika (Brazil). Plemena koja se služe ili su se služili jezicima ove porodice pripadaju skupinama Uanhaman i Chapacura, predstavljaju ih: 
A) Čapakure s rijeke Guaporé:
a. Chapacura:
a1. Chapacura (Txapakúra, Capakura, Chapakura), Na Mato Grossu i Rondôniji.
a2. Kitemoka, iz bolivijskog departmana Santa Cruz, na río Uruvaito. 10 govornika chiquito (1972)
Napeca (Napeka), u bolivijskom departmanu Santa Cruz, provincija Velasco. 20 govornika (1985)
a3. Itene (Moré, Itenez), bolivijski departman Beni, u provincijama Mamoré i Itenez, na utoki Iteneza u Mamore. 100 (1959)
Itoreauhip, Vjerojatno ogranak Moré Indijanaca. Bolivija.
b. Huanham (Pawumwa)
b1. Huanyam (Huanian, Abitana-Huanyam, Huanham, Huanyam, Abitâna-Wanyam), Ogranak Huamhama. Govore posebnim dijalektom.
b2. Kabishí (Cabichí, Cabishi ), s desne obale gornje Guaporé, odnosno obronaka Planalto dos Parecís, Mato Grosso, Brazil.
b3. Kujuna, Rondônia, Brazil. Srodni Kabishíma.
b4. Kumaná, Rondônia, Brazil.
Cutiana, Brazil
b5. Matáwa (Matáua), Rondônia, Brazil. Srodni Kabishíma.
b6. Urunamakan, Rondônia, Brazil.
B) Čapakure s rijeke Madeire
b1. Jaru (Yaru), istočna Rondônia, Brazil. Možda su dio Pakaanova.
b2. Torá (Turá), Amazonas, Brazil. nastanjeni na donji Rio Marmelos, pritok Madeire. 120 (1990 YWAM).
b3. Urupá (Gurupá, Arupá), Rondônia, Pará, Brazil. Na río Urupá; 150 govornika (Rodrigues 1986).
b4. Pakaanova (Wari, Pacaás Novos, Pacaá-novo, Pakahas-Nóvas, Pacahas Novas, Pakaa Nova, Pakaanovas, Ori, Oro-Wari, Orowari), Rondônia, Brazil. 1,833 (1994 SIL). Grupa Wari sastoji se od podgrupa: Oro Nao' (na río Pacaas Novos, río Novo i Igarapé Dois Irmãos), Oro Eo (río Pacaas Novos i río Negro), Oro At (río Pacaas Novos i río Negro), Oro Mon, Oro Waram (na río Lage), Oro Waram Xijein, Oro Kao' Oro Waji i Oro Jowin.
C) Ocorono (Rokorona, Rocorona)
c1. Ocorono, enklava na teritoriju Mojo (Moxo)
Sansimoniano, u Boliviji u zoni Cerro San Simón. 50 (1974) u etničkoj grupi.
c2. Herisabocono, Bolivija na misiji San Borja
- Jamara, Brazil.
- Kujubim (Kuyubi, Kujubim, Miguelenho), istočna Rondônia, Brazil. Sastoje se od podgrupa: Orodão, Oroboni, Oroin, Oroat, Ororam i Ororamtxiem. Vidi niže Wanüân.
- Oro Win, srodni s Pakaanova, 55 (1988), nastanjeni na rijeci Pacaas-Novos, pritok Mamoré, u Brazilu duž bolivijske granice.
- Urumí, Rondônia, Brazil. Po drugima u Ramaráma.

## Jezici
- a. Guapore (centralni chapacura ili itene) [guap] (2): 
  - itene [ite] (Bolivia);
  - kabixí [xbx] (Brazil); Nije na SIL-ovom popisu (2): uanham [ite-wan]; abitana-kumana [ite-kum]
- b. Madeira (južni čapakura, wari) [schp] (3): 
  - oro win [orw] (Brazil):
  - pakaásnovos (orowari) [pav] (Brazil);
  - torá [trz] (Brazil); nije na SIL-ovom popisu: chapacura [qdh]; quitemoca [qlv].

## Popis jezika: Alain Fabre
Na popisu ima jezike: moré (itenez); kitemoka (kitema); kuyubi; napeca; wari (pakaa nova, orowari); oro win; pawumwa (cabishi); ¿san simoniano?; torá; urupá; miguelenho-wanyam (huanyam); yaru

## Vanjske poveznice
- Familia Chapacurana
- Ethnologue (14th)
- Ethnologue (15th)
- Alain Fabre
- The Chapacuran Subgroup